# 白瑾
白瑾，字瑩之，浙江紹興府山陰縣人，民籍，明朝政治人物。進士出身。

## 生平
早年出身國子生，浙江鄉試第五十名。成化十四年（1478年）戊戌科會試第一百六十二名，殿試登進士第三甲第一百六十一名，历任分宜县知縣。
曾祖父白國光，曾任知州。祖父白彥明。父亲白雷潭。